# Жагаре
Жага́ре (лит. Žagarė, устар. рус. Жагоры) — город в Йонишкском районе Литвы. Административный центр Жагарского староства. Самый северный город страны.

## География
Находится на севере страны, в 26 км к северо-западу от Йонишкиса, недалеко от границы Латвии; центр староства (seniūnija). Расположен на реке Швете (приток Лиелупе). Река делит город на две части — старый город (Старый Жагаре) на левом берегу и новый город (Новый Жагаре) на правом берегу. Город располагается в Жагарском региональном парке с самой длинной в Литве дощатой тропой по болоту; дирекция парка обосновалась в Жагаре. Шоссейные дороги из Жагаре ведут в Йонишкис, Науйойи-Акмяне, Елгаву.

## История
Старая часть города охраняется государством как памятник урбанистики. В XIX веке — начале XX века местечко Жагоры Шавельского уезда (Виленской губернии; с 1842 года Ковенской губернии). В 1950—1959 годах был центром Жагарского района.

## Население
Значительную долю населения местечка составляли евреи. По переписи 1897 года — население 8 196 человек. В 1914 году насчитывалось 14 000 жителей, из них 8 000 евреев (57 %), в 1923 году, согласно переписи населения, население составляло 4 730 человек, из них 1 929 евреев (41 %).
| Год  | Численность | Численность |
| ---- | ----------- | ----------- |
| 2001 | 2315        | [ 8 ]       |
| 2002 | 2253        | [ 8 ]       |
| 2003 | 2214        | [ 8 ]       |
| 2004 | 2154        | [ 8 ]       |
| 2005 | 2111        | [ 8 ]       |
| 2006 | 2034        | [ 8 ]       |
| 2007 | 1996        | [ 8 ]       |
| 2008 | 1926        | [ 8 ]       |
| 2009 | 1887        | [ 8 ]       |
| 2010 | 1816        | [ 8 ]       |
| 2011 | 1727        | [ 8 ]       |
| 2012 | 1679        | [ 8 ]       |
| 2013 | 1605        | [ 8 ]       |
| 2014 | 1536        | [ 8 ]       |
| 2015 | 1500        | [ 8 ]       |
| 2016 | 1479        | [ 8 ]       |
| 2017 | 1452        | [ 9 ]       |
| 2018 | 1383        | [ 10 ]      |
| 2019 | 1364        | [ 8 ]       |
| 2020 | 1309        | [ 8 ]       |
| 2021 | 1326        | [ 8 ]       |
| 2022 | 1276        | [ 8 ]       |
| 2023 | 1247        | [ 8 ]       |

### Известные люди
После смерти Екатерины II в Жагорском имении доживал свой век её последний фаворит Зубов. Из Жагаре в XIX веке вышли несколько известных представителей разветвлённого семейства Мандельштамов, в том числе общественный деятель и публицист Леон Мандельштам, его брат Вениамин Мандельштам, рижский архитектор Пауль Мандельштам; отсюда же происходил Беньямин Зунделевич Мандельштам, дед Осипа Мандельштама.
Среди известных уроженцев Жагаре также основатель чайной компании Вульф Высоцкий, оперный певец, народный артист СССР (1986) Вацловас Даунорас, советский экономист, член-корреспондент АН СССР Ревекка Левина, экономист Шолом Двойлацкий, еврейский писатель Яков Динезон, советские физики братья Абрам и Исаак Кикоины, деятель американского рабочего движения Сидни Хилмен. Местный предприниматель, депутат и благотворитель Абрам Лемхен был отцом литовского лингвиста Хацкеля Лемхена.

## Инфраструктура
В Жагаре имеются два костёла Святых апостолов Петра и Павла — в Старом и Новом Жагаре. Работают почтовое отделение, амбулатория, гимназия, спецшкола, филиал Ионишкской школы искусств имени Раудоникиса, детские ясли-сад, центр социальных услуг, культурный центр. Действует частный музей кастрюль Эдмундаса Вайчюлиса.
Ежегодно в Жагаре проходит фестиваль вишни.

## Галерея
- Площадь
- Река
- Дом
- Дом
- Дворец Платона Зубова
- Мост